# Neoga
Neoga é uma cidade localizada no estado americano de Illinois, no Condado de Cumberland.

## Demografia
Segundo o censo americano de 2000, a sua população era de 1854 habitantes.
Em 2006, foi estimada uma população de 1774, um decréscimo de 80 (-4.3%).

## Geografia
De acordo com o United States Census Bureau tem uma área de
3,5 km², dos quais 3,5 km² cobertos por terra e 0,0 km² cobertos por água. Neoga localiza-se a aproximadamente 201 m acima do nível do mar.

## Localidades na vizinhança
O diagrama seguinte representa as localidades num raio de 20 km ao redor de Neoga.